# Gastrotheca ossilaginis
Gastrotheca ossilaginis es una especie de anfibios de la familia Amphignathodontidae.
Es endémica del Perú.
Su hábitat natural incluye montanos tropicales o subtropicales secos y tierras de pastos.